# 交響曲第3番 (ヴィドール)
交響曲第3番ホ短調 作品69は、シャルル＝マリー・ヴィドールが作曲したオルガンと管弦楽のための交響曲。1895年の作品で、それまでの彼の交響曲と異なり、2楽章制、オルガンのソロを含むといった特徴がある。また、循環主題を採用している。

## 楽器編成
| 木管   | 木管                         | 金管     | 金管     | 打       | 打                     | 弦       | 弦       |
| ------ | ---------------------------- | -------- | -------- | -------- | ---------------------- | -------- | -------- |
| Fl.    | 3、3番奏者はピッコロ持ち替え | Hr.      | 4        | Timp.    | 1                      | Vn.1     |          |
| Ob.    | 2                            | Trp.     | 2 Cort.2 | 他       | バスドラム1、シンバル1 | Vn.2     |          |
| Cl.    | 2（B♭、A管）                 | Trb.     | 3        | 他       | バスドラム1、シンバル1 | Va.      |          |
| Fg.    | 2                            | Tub.     | 1        | 他       | バスドラム1、シンバル1 | Vc.      |          |
| 他     |                              | 他       |          | 他       | バスドラム1、シンバル1 | Cb.      |          |
| その他 | その他                       | オルガン | オルガン | オルガン | オルガン               | オルガン | オルガン |

## 楽曲構成

### 第1楽章
Adagio - Allegro - Andante sostenuto
通常の交響曲の第一楽章と緩徐楽章が結合した楽章。
序奏から前半は、Adagioの序奏(4/4拍子)とAllegroソナタ形式の主部(6/8、2/4拍子)で構成される。序奏5小節目からのホルンの旋律は、この交響曲における主要動機の一つである。序奏から主部へ移行する直前に一度Andanteとなり、木管楽器の聖歌のような部分があるが、これがこの交響曲の循環主題であり、度々用いられる。
主部はホ短調の調号がつけられているが、実質ロ短調である。臨時記号や半音進行も多く用いられ、オルガン交響曲から想像されるヴィドールの楽曲像とはいくらか異なる。主部は時折中断し、前述の聖歌旋律が今度はオルガンによって演奏される。
主部は完全に解決されることなく、ロ音を含む減七の和音によっておわり、オルガンや各管楽器のソロによってAndante sostenutoの後半へと移る。こちらは小ロンド形式(3/4拍)であり、その主部が聖歌旋律である。いくらか発展したのち、静かに変ニ長調で終わる。

### 第2楽章
Vivace - Poco a poco moderato - Allegro - Largo
この楽章は、スケルツォ楽章とフィナーレの結合した楽章である。
前半のスケルツォは三部形式、6/8拍子のホ短調で、大変忙しい旋律である。中間部は2/4拍子で、再現部ははじめと異なる展開をするが、この部分も完全に解決せず、第1楽章序章の旋律などを合わせながら次第に盛り上がっていき、その頂点でオルガンがこの楽章で初めて、聖歌旋律によって荘厳に登場する。このオルガンとAllegroの管弦楽の対話が四度繰り返され、後半のPoco a poco moderatoへ移る。
後半は3/4拍子、ハ長調から始まるが、調性は一定せず、また形式も自由であり、既出の動機に加えて新しい動機を加えながら、最終的にLargoのホ長調に至り、トランペット、トロンボーン、オルガンが聖歌旋律と序奏の動機を高らかに歌い上げ、曲を締める。